# Hamed Diallo
Hamed Modibo Diallo (Zahia, 18 dicembre 1976) è un ex calciatore ivoriano, di ruolo attaccante.

## Carriera

### Professionismo
Nato a Zahia, Costa d'Avorio, Diallo iniziò la sua carriera in Francia, nelle giovanili del Le Havre, e, più avanti, giocando per Laval, Amiens, Angers, e Al Rayyan in Qatar, Hammarby in Svezia, Turris in Italia, and Excelsior Virton in Belgio. Fu due volte capocannoniere della Ligue 2 francese: nel 1999 col Laval, e nel 2002 con l'Amiens.
Diallo giunse negli Stati Uniti nel 2007 entrando nella rosa dei Rochester Raging Rhinos militante nella USL First Division. Durante la stagione 2007 coi Rochester, Diallo fu regolarmente in rosa sin dal primo minuto in coppia con il marcatore inglese Matthew Delicate; tuttavia, nel 2008, sotto la guida del nuovo allenatore Darren Tilley, Diallo finì spesso in panchina giocando complessivamente 474 minuti durante i 13 match della stagione 2008.
Il 9 luglio 2008, Diallo fu trasferito ai Carolina RailHawks in cambio di Jamil Walker. Diallo fu protagonista di una stagione al top al suo debutto con i RailHawks, durante la quale segnò anche una tripletta nel match, poi perso per 4-3, contro i Seattle Sounders. Al termine della stagione collezionò un bottino di 7 goal e 3 assist in 16 partite per un totale di 17 punti. Nonostante un inizio promettente, Diallo, purtroppo, non riuscì a riproporre le stesse prestazioni l'anno successivo finendo per essere relegato a un ruolo di gregario che lo portò a giocare meno di frequente durante la stagione 2009. L'8 marzo, 2010 i Real Maryland Monarchs annunciarono l'ingaggio di Diallo per la stagione 2010.

### Nazionale
Diallo indossò la maglia della nazionale ivoriana durante la Coppa d'Africa del 2000.

## Palmarès

### Individuale
- Capocannoniere della Ligue 2: 2

1998-1999 (20 gol), 2001-2002 (18 gol)